# أوسكار (قمر صناعي)

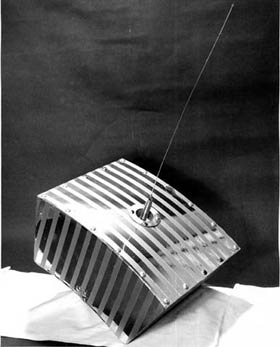
القمر اوسكار 1

أوسكار هو اسم مختصر لـ "Orbiting Satellite Carrying Amateur Radio" بمعنى «قمر صناعي ينقل راديو الهواة» وهو من الاقمار الصناعية الصغيرة التي تدور حول الأرض، سلسة أقمار أوسكار تستخدم موجات راديو هواة اللاسلكي للاتصال مع الأرض تحت إرشادات منظمات وطنية مثل "AMSAT"
تكون أقمار الهواة الصناعية محولات أي محطات إعادة بث فضائية حيث يقوم هواة الراديو بالإرسال للقمر ثم يقوم القمر بإعادة إرسال ليلتقطه هواة آخرون.
ويوجد عدد كبير من أقمار الهواة الصناعية في الفضاء ولا يزال إطلاق المزيد قيد العمل.
لا يسمح لأحد غير هواة الاسلكي باستخدام الأقمار دون رخصة هواة لا سلكي من الجهة المسؤولة عن هواة الاسلكي في البلد الذي يتبع له الهاوي.
أول قمر اوسكار قد أطلق في 12 ديسمبر 1961 وقد بقي في مداره لمدة 22 يوماً إلا انه كان له نجاح باهر من قبل اكثرمن 570 هواة الراديو في حوال 28 دولة. إلى حد اليوم فقد أطلق حوالي 70 قمر لراديو الهواة وسيطلق المزيد في المستقبل القريب
آخر قمر قد أطلق هو قمر هولندي يدعى "Delfi-C3" في 28 أبريل 2008م ولا زال يعمل.